# エムデン (軽巡洋艦・2代)
エムデン(Emden)(「His Majesty's Ship Emden」)は、第一次世界大戦中に建造されたケーニヒスベルク級に属するドイツの軽巡洋艦である。エムデンは終戦までドイツ帝国海軍に所属し、終戦後はフランスに譲渡された。艦名は、戦争初期にココス沖海戦で破壊された先代エムデンの名にちなんで付けられた。先代のエムデンに敬意を表し、艦首には鉄十字章が掲げられた。新巡洋艦は1914年にブレーメンのAGヴェーザー造船所で起工され、1916年2月に進水、1916年12月に大洋艦隊に就役した。15センチSK L/45砲8門を装備し、最高速力は27.5ノット（時速50.9キロ、31.6マイル）だった。
就役後、魚雷艇の船団長として任務に就いた。彼女は1917年10月にアルビオン作戦という一度だけ大きな作戦に参加した。そこでは、ロシアの砲台と部隊陣地を砲撃し、ロシアの駆逐艦と砲艦と交戦した。また、1917年12月に北海でイギリス船に対する作戦を成功させた。終戦後、他のドイツ艦隊とともにスカパ・フローに抑留された。1919年6月21日、抑留された艦隊は自沈したが、エムデンは完全に沈没する前にイギリス艦船に座礁させられた。ヴェルサイユ条約でフランスに譲渡されたが、フランス海軍で使用するには、曳航と接岸による損傷がひどすぎたため、1922年以降は標的として使用され、1926年にスクラップとして解体された。

## 設計
ケーニヒスベルク級巡洋艦の設計作業は、その前身であるヴィースバーデン級の建造が始まる前に開始された。新型艦は初期の巡洋艦とほぼ同様であったが、前部広角砲を含むいくつかの部品の配置がわずかに変更されただけであった。また、より大きな司令塔が装備された。
エムデンの全長は151.4メートル（496フィート9インチ）、全幅は14.2メートル（46フィート7インチ）、喫水は前方5.96メートル（19フィート7インチ）だった。通常時の総排水量は5,440トン（5,350ロングトン）、満載時の総排水量は7,125トン（7,012ロングトン）であった。この船はかなり小さな上部構造を持ち、主に前方の司令塔から成っていた。2本のポールマストを備え、前檣は司令塔のすぐ後方に、メインマストはさらに後方にあった。船体の最初の3分の1は長い前檣で、司令塔のすぐ後方でメインデッキの高さまで下がり、メインマストでさらにデッキを下げて短いクォーターデックになっていた。乗組員は士官17名、下士官458名であった。
推進システムは2組の蒸気タービンで構成され、1組のスクリュープロペラを駆動した。蒸気は10基の石炭焚きボイラーと2基の石油焚きマリーン型水管ボイラーから供給され、3つの煙突から排気された。エンジンの定格出力は31,000馬力（23,000kW）で、最高速度は27.5ノット（50.9km/h、31.6マイル）だった。より経済的な巡航速度12ノット（時速22km、14マイル）で、航続距離は4,850海里（8,980km、5,580マイル）だった。
本艦の主砲は15cm SK L/45砲8門で、単装砲台であった。2門は前部上部構造に並んで配置され、4門は船中部に、2門は左右に配置され、2門は船尾に対になって配置されていた 。ケーニヒスベルク級はまた、煙突後方の中央線上に8.8cm SK L/45高射砲を2門搭載していた。また、50cm魚雷発射管を1基装備し、8本の魚雷を甲板上に設置された旋回式発射台に搭載していた。また、200個の機雷を搭載していた。
艦は、船体中部の厚さ60mmの水線装甲帯で保護されていた。艦内部の保護は厚さ60mmの湾曲した装甲甲板で強化され、甲板は側面が下方に傾斜し、装甲帯の下端に接続されていた。司令塔は100 mm (3.9 in)の厚い側面を持っていた。

## 艦歴
エムデンは「代用ニンフェ」という契約名で発注され、1914年12月にブレーメンのAGヴェーザー造船所で起工された。1914年に沈没した先代のエムデンにちなんで命名されたこの艦は、1916年2月1日にファンファーレなしで進水し、その後艤装作業が開始された。12月16日に海軍に就役し、その後FK(Frigate Captain)フリゲート艦長マックス・ハゲドホルンの指揮の下、海上公試を開始した。1917年3月中旬に初期試験を終えた後、パウル・ハインリッヒ提督（第二魚雷艇司令官）がエムデンに乗艦し、旗艦とした。エムデンはその後、大洋艦隊に加わり、ドイツ湾の防衛哨戒に従事した。ハインリッヒは6月5日、魚雷艇第一中佐となり、エムデンにとどまった。8月、FKエルンスト・フォン・ガーゲルンがハゲドホルンに代わって艦長に就任した。

### アルビオン作戦

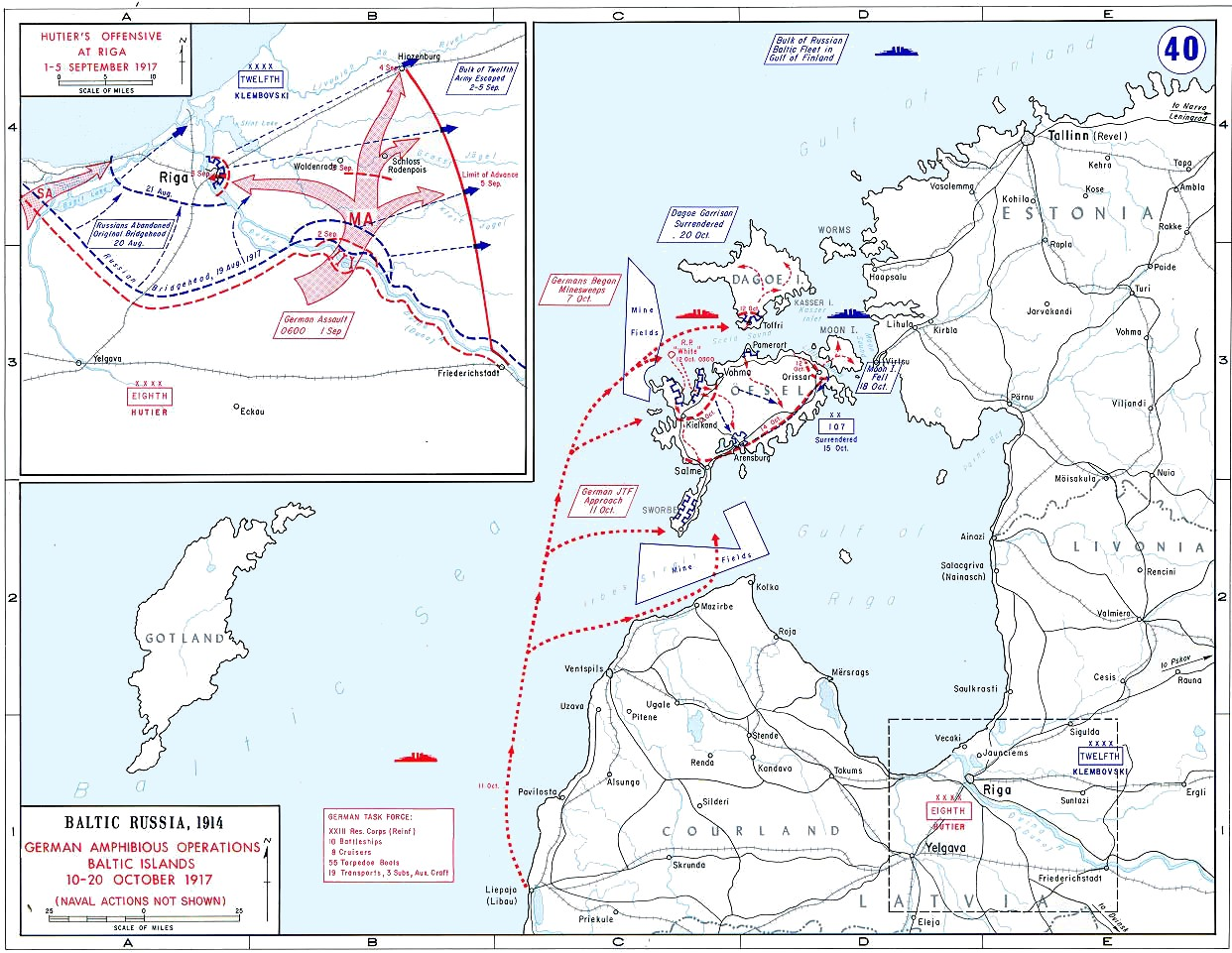
アルビオン作戦におけるドイツ海軍と陸軍の作戦

9月、エムデンはバルト海のリガ湾を守るダーゴ島、エセル島、ムーン島への侵攻作戦であるアルビオン作戦を遂行するゾンダーバンド（特殊部隊）に配属された。9月21日にリバウで掃海巡洋艦ノーチラスと合流し、作戦の準備が開始された。エムデンは10月9日にバルト海東部に向けて出港した侵攻艦隊の護衛の一部を務めた。10月12日の最初の攻撃では、エムデンはパメロルトのロシア軍の砲台を砲撃する任務を与えられ、ハインリヒはそこへの上陸作戦の指揮を任された。 06:08 エムデンは砲台を攻撃した。最初の2回の砲撃は失敗に終わったが、3回目の砲撃が命中して、電話線と話筒を無効にして、ロシア砲の中央制御を不可能にした。07:00までにロシア砲は沈黙し、ドイツ軍は無抵抗で上陸し始めた。最初の2回の砲撃は失敗に終わったが、3回目の砲撃が命中して、電話線と伝声管を無効にして、ロシア砲の中央制御を不可能にした。2時間半後、2隻のロシア駆逐艦が介入しようとしたが、エムデンは彼らと交戦し、彼らを追い払った。
翌朝、8隻のロシア駆逐艦がドイツ艦隊を攻撃した。エムデンはドイツ軍の遮蔽を支援するために07:45頃に前進し、07:56に13,800メートル（15,100ヤード）の距離で3隻の先頭の駆逐艦に砲撃を開始した。エムデンの砲弾は駆逐艦を何度もまたぎ、砲弾の破片をロシア軍に降らせた。駆逐艦に死傷者は出なかったが、駆逐艦グロムの無線装置は使用不能になった。09時30分、別の2隻の駆逐艦がエムデンと一時交戦した。そのころには天候は悪くなっていたが、ドイツ軍はエムデンの砲撃を支援するため、パメロルトに信号所を設置していた。12時20分頃、ロシアの砲艦チビネッツが駆逐艦2隻とともに到着した。彼女は13:00に到着し、エムデンと短時間交戦した。両艦とも命中しなかったが、エムデンはチビネッツが退却する前に砲艦を数回またいだ。
10月14日、エムデンはカッサル・ウィーク（ダーゴとエセルの間にある海域）をロシア海軍から排除する作戦に参加した。彼女と戦艦カイザーはソエロ海峡の入り口まで蒸気で行き、そこでカッサル・ウィークを掃討する魚雷艇部隊を支援する予定だった。4隻のロシア駆逐艦がエムデンに近づいたが、彼女の砲の射程距離に入らなかった。しかし、カイザーは射程距離に入って、11:50に砲撃を開始した。弾丸は爆発に失敗し、グロムを貫通し、船は沈み始めた。その後、他の駆逐艦は高速で離脱したエムデンは掃討戦が終わった後も、翌日までソエロ海峡の外側に留まった。翌日、エムデンは15:00からダーゴへの砲撃を開始した。18日の朝、エムデンは再びダーゴのロシア軍陣地を砲撃し、170発の砲弾を発射し、ロシア軍を撤退させた。10月20日までに、島々はドイツの支配下に置かれ、ロシア海軍は壊滅するか撤退を余儀なくされた。アドミラルシュタブは海軍部隊に北海への帰還を命じた。エムデンは3日後にゾンダーベルバンドから切り離され、10月28日までに北海に到着し、防衛パトロールを再開した。

### その後の活動

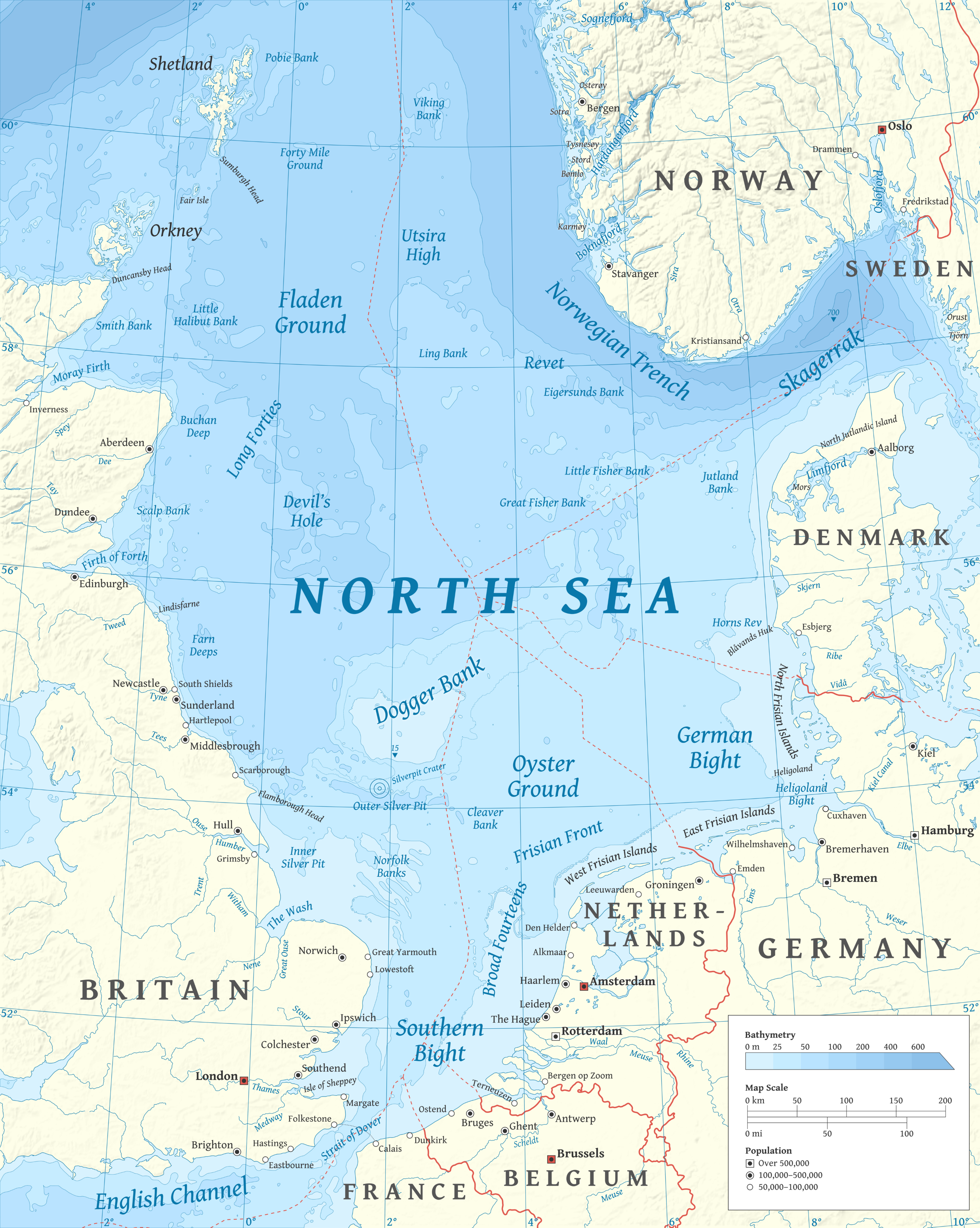
北海の地図

11月10日から20日まで、エムデンはオーバーホールのため乾ドックに入渠し、その後ドイツ湾での防衛活動を再開した。12月、エムデンは北海のイギリス海運を急襲した。11日未明、エムデンと第2船団は出港。魚雷艇船団はドッガーバンク沖で真っ二つに分かれてイギリス輸送船団を捜索し、エムデンはドッガーバンクで支援に待機した。第3半艦隊はイギリス東部沿岸を掃海し、第4半艦隊はノルウェー沖を捜索した。魚雷艇は6隻の汽船と駆逐艦パートリッジを撃沈し、駆逐艦ペリューも大破した。魚雷艇は12月12日遅くにエムデンに再合流し、帰港して12月14日にヴィルヘルムスハーフェンに到着した。
エムデンは次に1918年3月10日、ノルウェーに向かうイギリス船を捜索するため、スカゲラクとカテガットを掃海するために出港した。巡洋艦フランクフルト、グラウデンツ、ブレムゼもVI魚雷艇船団とIX魚雷艇船団とともにこの作戦に参加した。3月11日、魚雷艇船団は巡洋艦の1隻が率いる半船団に分かれた。エムデンとその魚雷艇は、スウェーデンのイェーテボリ方面のカテガット海峡を哨戒した。作戦の過程でドイツ軍が拿捕したのは5隻の小型艦艇だけであった。彼らは3月13日にリトルベルトを経由してドイツに戻り、キールを通過し、カイザー・ヴィルヘルム運河を通過して北海に戻り、最終的にはヴィルヘルムスハーフェンに戻った。
1917年後半に始まったイギリスとノルウェー間の海運に対するドイツ軍の攻撃により、大艦隊は別働隊による輸送船団の護衛を開始した。この決定は、ドイツ軍が戦争中ずっと待ち望んでいた好機をもたらした。数的に強力な大艦隊の一部が分離され、孤立させて破壊することができた。フランツ・フォン・ヒッパー提督は作戦を計画した。第一偵察群の巡洋戦艦が軽巡洋艦と駆逐艦とともに大規模な輸送船団のひとつを攻撃する一方で、残りの大洋艦隊はイギリスの戦闘艦隊が介入してきたときに攻撃できるように待機する。1918年4月23日5時、エムデンを含むドイツ艦隊はシリヒ停泊所を出発した。戦艦バーデンに乗艦していたヒッパーは、イギリス情報部による無線傍受を防ぐため、無線通信を最小限にとどめるよう命じた。北への航海中、戦艦モルトケは機械の故障に見舞われ、曳航されて帰港せざるを得なかった。エムデンと数隻の魚雷艇は、モルトケの撤退を援護するために切り離された。その間、ドイツ軍は輸送船団を発見することができず、その日の深夜には、ドイツ艦隊は基地を囲む防御的な機雷原まで戻っていた。後に、輸送船団はドイツの計画乗組員の予想よりも1日遅れて出港していたことが判明した。
6月1日、エムデンは定期整備のためにAGヴェーザー造船所で乾ドックに入れられたが、途中でヴィルヘルムスハーフェンのカイザーリッシェ・ヴェルフトに移された。作業は7月15日までに完了し、魚雷艇船団の指揮を再開するために艦隊に復帰した。占領下のフランダースに駐留していたドイツ海軍部隊（主に魚雷艇とUボート）は、百日攻勢における連合軍の進撃に直面し、撤退せざるを得なくなった。エムデンと数隻の魚雷艇船団は、撤退する艦船を援護するため、テルスへリングまで出撃し、パトロールを行った。エムデンは、10月下旬の大洋艦隊による最後の攻撃に参加することになっていた。1918年10月29日の朝、翌日にヴィルヘルムスハーフェンから出航するよう命令が下された。計画された作戦は、テムズ河口とフランドル地方の連合国海運を急襲し、グランドフリートを引きずり出すというものだった。。10月29日の夜から、テューリンゲンの水兵が反乱を起こし、他の戦艦でも反乱が起こった。この騒動により、最終的にヒッパー提督とラインハルト・シェア提督は作戦を中止せざるを得なくなった。

### 最期

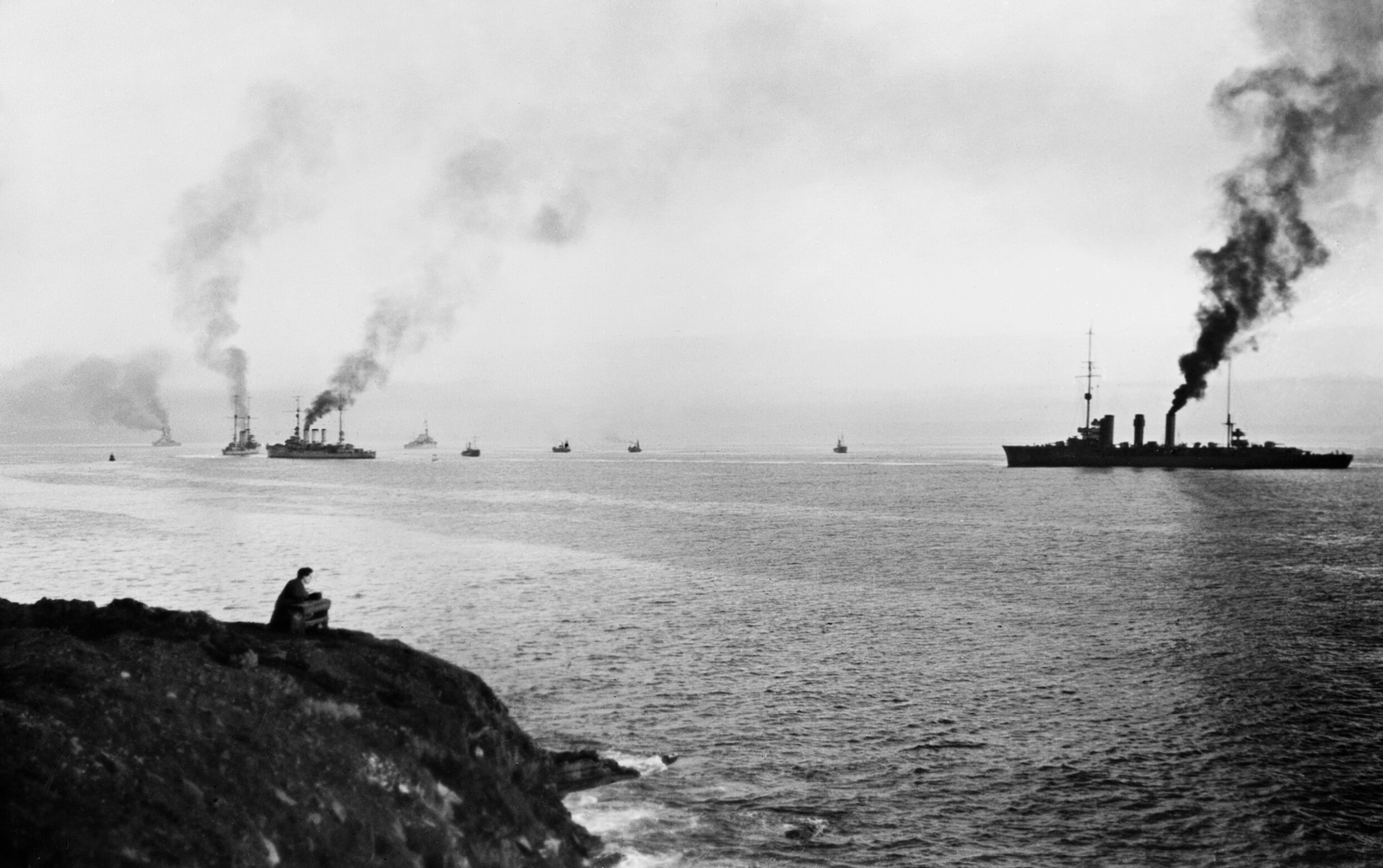
抑留されるために出航するドイツ大洋艦隊の船。エムデン、フランクフルト、ブレムゼ

11月11日に休戦協定が結ばれた後、連合国は大洋艦隊の大部分を連合国の監督の下で抑留することを要求し、エムデンも抑留を要求された艦船のひとつであった。エムデンは、ルートヴィヒ・フォン・ロイター（コンタアドミラル (海軍少将) Ludwig von Reuter)が指揮する他の艦隊とともに11月19日にドイツを出発した。その後の数日間、ドイツ艦船は小グループに分かれてスカパ・フローに移動した。エムデンほか数隻は11月26日にフォース湾を出港し、翌日スカパに到着した。
スカパ・フローにいる間、戦艦フリードリヒ・デア・グローセの乗組員はロイターに執拗な嫌がらせを行ったが、イギリスは1919年3月25日にロイターの旗をエムデンに移すことを許可し、ロイターは残りの抑留期間そこに留まった。 5月31日、エムデンの乗組員（および捕虜となっていた他のすべてのドイツ船）は、3年前に戦ったユトランド沖海戦を記念して帝国軍旗を掲揚した。これは、艦隊がスカパ・フローにいる間にドイツ軍の軍旗を下げるよう命じたイギリス軍司令官の命令に真っ向から反するものであった。
最終的にヴェルサイユ条約が結ばれるまでの交渉の間、艦隊は抑留されたままだった。ロイターは、ドイツが講和条約に調印する期限である1919年6月21日に、イギリスが艦隊を差し押さえるつもりだと考えていた。期限が23日に延長されたことを知らなかったロイターは、次の機会に船を自沈するよう命じた。6月21日の朝、イギリス艦隊は訓練を行うためにスカパ・フローを出発し、11時20分にロイターはその命令を艦船に伝達した。しかし、エムデンは沈没せず、イギリス艦船が岸近くまで曳航し、そこで接岸され、後に再浮揚された。エムデンは、浸水と浸水による損傷がひどく、それ以上使用することができなかったため、1920年3月11日に、いわゆる「宣伝船」としてフランス海軍に寄贈された。爆薬実験の標的として使用され、最終的には1926年にカーンでスクラップとして解体された。
なお1921年に、3代目となる軽巡洋艦エムデンが「第一次世界大戦後初めてドイツが建造した軍艦」として起工されている（1925年進水・就役）。